# Консуело Веласкес
Консуело Веласкес (на испански: Consuelo Velázquez) е мексиканска пианистка, певица и авторка на песни.
Тя е родена на 21 август 1916 година в Сиудад Гусман, щата Халиско. Започва музикалната си кариера от детска възраст, като първоначално свири на пиано, а по-късно започва да пее и да пише собствени песни. Тя е автор на редица популярни и изпълнявани често и днес в испаноезичния свят песни, като „Amar y vivir“, „Verdad amarga“, „Franqueza“, както и на световноизвестната романтична балада „Bésame mucho“, определяна като най-известната мексиканска песен на всички времена.
Консуело Веласкес умира на 22 януари 2005 година в град Мексико.